# 徳島興発
徳島興発株式会社（とくしまこうはつ）は、徳島県徳島市幸町に本社を置く、四国放送関連子会社の不動産会社。

## 沿革
- 1948年（昭和23年） - 旧江川遊園地が吉野川遊園地として開園。
- 1962年（昭和37年） - 徳島ホールが開館。
- 2006年（平成18年）9月28日 - 徳島ホールの封切り映画上映打ち切り。
- 2011年（平成23年）8月31日 - 吉野川遊園地が閉園。
- 2013年（平成25年）3月10日 - 徳島ホールが閉館。
- 2015年（平成27年）11月26日 - 法人格消滅。

## 運営している施設
- 徳島新聞放送会館 - 一般社団法人徳島新聞社と四国放送株式会社の本社屋。
- 徳島新聞放送会館別館 - 徳島新聞社と四国放送の旧本社屋。現在は株式会社エフエム徳島、株式会社四国放送サービスなどが入居。
- 徳島ホール（2013年3月10日に閉館）
- 吉野川遊園地（2011年8月31日に閉園）[1]

## 所属協会
- 徳島損害保険代理業協会[2]